# Xenikophyton
Xenikophyton es un género de orquídeas epifitas originarias de Tailandia y Malasia. Comprende 2 especies descritas y  aceptadas.

## Taxonomía
El género fue descrito por Leslie A. Garay y publicado en Botanical Museum Leaflets 23: 374. 1974.

## Especies aceptadas
A continuación se brinda un listado de las especies del género Xenikophyton aceptadas hasta mayo de 2013, ordenadas alfabéticamente. Para cada una se indica el nombre binomial seguido del autor, abreviado según las convenciones y usos.
- Xenikophyton seidenfadenianum M.Kumar, Sequiera & J.J.Wood
- Xenikophyton smeeanum (Rchb.f.) Garay